# Al-Quwwat al-Jawwiyya al-'Iraqiyya
L'Al-Quwwat al-Jawwiyya al-'Iraqiyya (in arabo القوﺍﺕ الجوية العراقية‎?, letteralmente Forza Aerea dell'Iraq, spesso abbreviata in IQAF e anche conosciuta internazionalmente con la dizione in inglese Iraqi Air Force) è l'attuale aeronautica militare dell'Iraq ed è parte integrante delle forze armate irachene.
I compiti dell'Al-Quwwat al-Jawwiyya al-'Iraqiyya sono di polizia e sorveglianza delle frontiere nazionali, delle attività e operazioni aeree del paese. La IQAF opera anche come forza di sostegno per la Iraqi Navy e il dell'Iraqi Army.

## Storia
Il 22 aprile 1931 cinque ufficiali iracheni completano l'addestramento nel Regno Unito: questa data viene festeggiata come quella di nascita dell'aeronautica militare dell'Iraq.
Intorno agli anni settanta viene aperta l'Accademia militare a Tikrit, che verrà chiusa nel 2003 in seguito allo scoppio della guerra.
Il 2 aprile 1941, un colpo di Stato in Iraq avvicinò il Paese medio-orientale alle potenze dell'Asse, poiché la Gran Bretagna era considerata un nemico comune; anche se non si giunse ad una vera alleanza. I tedeschi e gli italiani vollero offrire appoggio diplomatico e militare, ma infine soltanto i tedeschi si mossero, dopo che il 29 aprile i britannici ebbero lanciato l'attacco contro l'Iraq. Entro la prima metà di maggio, fu inviato in aiuto al Regno dell'Iraq il "Sonderkommando Junck", una piccola forza aerea tedesca composta da:
- tre Junkers Ju 90, dieci Junkers Ju 52 e nove Heinkel He 111 del 4./KG 4
- dodici Bf 110D-2 e sette Bf 110E-1 del 4./ZG 76

Con equipaggi e comando tedeschi, ma con gli aerei appositamente riverniciati con insegne irachene, questa forza speciale giunse a Mosul e partecipò alla Guerra anglo-irachena. I britannici disponevano nella zona di caccia Gladiator, Hurricane e di bombardieri Blenheim. Ma Comunque, essi godevano di superiorità di forze nella zona e non furono affatto messi in difficoltà. Difatti, la missione tedesca in Iraq durò appena 10 giorni, poiché il "Sonderkommando Junck" non ricevette rinforzi e ne gli italiani inviarono tutti i caccia che avevano promesso. La contraerea e l'aviazione britannica abbatterono alcuni Bf 110 ed He 111, quindi verso la fine di maggio i britannici bombardarono e mitragliarono ripetutamente la base aerea di Mosul, danneggiando al suolo vari aerei tedeschi. Già al 26 maggio, nessuno dei Bf 110 residui era più in condizioni di volare. I resti del "Sonderkommando Junck" furono quindi rimpatriati e l’aviazione iraniana cessò temporaneamente di esistere.
La rinascita dell'attuale aeronautica militare avviene nel 2004, con una forza di soli 34 uomini, tutti in precedenza in servizio nella vecchia forza aerea. Inizialmente i suoi compiti sono legati alla ricognizione leggera ed alle missioni di trasporto, sia con mezzi ad ala fissa che rotante.
Lo stesso anno nasce il CAFTT (Coalition Air Force Training Team), diretto dagli statunitensi, che si occupa dell'addestramento iniziale dei piloti ai nuovi standard. Vengono formati i primi due squadroni della nuova Iraqi Air Force, dotati di due UH-1H e due C-130B donati dalla Al-Quwwat al-Jawwiyya al-malikiyya al-Urdunniyya (l'aviazione militare della Giordania).
Dal 2007 l'addestramento dei piloti viene fatto presso l'Accademia militare irachena ad al-Rustemiyya e dal marzo 2010 presso Iraqi Air Force College condotto su undici T-6A.
I due elicotteri, che saranno nel corso degli anni incrementati fino a 16 macchine, costituiranno il 2nd Squadron basato sull'aeroporto di Tadji a partire dalla fine del 2004.
Successivamente vengono acquistati di seconda mano dalla Russia gli elicotteri da trasporto medio Mil Mi-8, ricondizionati a zero ore.
Per quanto concerne la componente da trasporto pesante, fu costituito il 23rd Squadron dotato di C-130 Hercules. Radiati i due esemplari ex-giordani, oggi vola con 3 C-130E ex-USAF.
Il 3rd Squadron è basato all'aeroporto di Kirkuk e dispone di 8 Cessna 208 Caravan, impiegati sia per missioni di ricognizione sia per il collegamento tra le varie basi aeree. Quattro esemplari sono stati sottoposti a modifiche per renderli compatibili con l'impiego dei missili Hellfire.
Allo stesso squadron sono assegnati gli ultraleggeri SAMA CH-2000, utilizzati soprattutto nella ricognizione, anche notturna, degli oleodotti che collegano le stazioni di estrazione del greggio iracheno.
Il 70th Squadron è basato a Bassora e vola con Beechcraft King Air 350 e si occupa principalmente del collegamento e del trasporto leggero di personale e materiale.
Il 13 settembre 2010 la Defence Securiry Cooperation Agency ha comunicato la possibilità che diciotto caccia F-16C/D possano essere venduti alla Forza Aerea Irachena, per la difesa dello spazio aereo nazionale.
L'aeronautica militare può contare su un organico di circa cinquemila uomini, che dovrebbero salire a quasi dodicimila entro il 2012.

## Aeromobili in uso
Sezione aggiornata annualmente in base al World Air Force di Flightglobal del corrente anno. Tale dossier non contempla UAV, aerei da trasporto VIP ed eventuali incidenti accorsi durante l'anno della sua pubblicazione. Modifiche giornaliere o mensili che potrebbero portare a discordanze nel tipo di modelli in servizio e nel loro numero rispetto a WAF, vengono apportate in base a siti specializzati, periodici mensili e bimestrali. Tali modifiche vengono apportate onde rendere quanto più aggiornata la tabella.
| Aeromobile                                 | Origine       | Tipo                                          | Versione (denominazione locale) | In servizio (2024) | Note | Immagine |
| Aerei da combattimento                     |               |                                               |                                 |                    | |          |
| Lockheed F-16 Fighting Falcon              | Stati Uniti   | cacciabombardiereconversione operativa        | F-16C block 52F-16D block 52    | 2212               | Ordinati 36 aerei (24 F-16C block 52 + 12 F-16D block 52). Due monoposto sono andati perduti insieme ai piloti il 5 giugno 2015 ed il 5 settembre 2017. Al maggio 2019 risultano consegnati tutti gli aerei.       |          |
| Sukhoi Su-25 Frogfoot                      | Russia        | aereo d'attacco al suolo                      | Su-25KSu-25UBK                  | 255                | 21 aerei consegnati, ulteriori 10 esemplari dovrebbero essere stati consegnati a tutto il 2016. |          |
| Aero L-159 ALCA                            | Rep. Ceca     | aereo da attacco leggeroconversione operativa | L-159AL-159T1                   | 91                 | 10 L-159A e 2 L-159T1 (più tre cellule da utilizzare come fonte di parti di ricambio) ex Aeronautica militare ceca ricevuti nel 2015, con fine consegne a luglio 2018.                                             |          |
| Cessna AC-208 Combat Caravan               | Stati Uniti   | COIN                                          | AC-208B                         | 1                  | 2 AC-208B consegnati. Un AC-208B è precipitato il 31 ottobre 2020. |          |
| Aerei per impieghi speciali                |               |                                               |                                 |                    | |          |
| Cessna RC-208                              | Stati Uniti   | aereo da ricognizione                         | RC-208                          | 2                  | 3 RC-208 consegnati. |          |
| AMD CH-2000 Alarus                         | Stati Uniti   | aereo da ricognizione                         | CH-2000 MTSA                    | 7                  | 8 CH-2000 MTSA ricevuti nel 2005. |          |
| Beechcraft King Air 350                    | Stati Uniti   | aereo da ricognizione                         | B350ER ISR                      | 5                  | 5 B350ER per missioni di intelligence, sorveglianza e ricognizione acquistati nel 2007. |          |
| Seabird Aviation Australia SB7L-360 Seeker | Australia     | aereo da ricognizione                         | SBL7L-360A                      | 2                  | 2 SBL7L-360A consegnati. |          |
| Aeromobili a pilotaggio remoto - UAV       |               |                                               |                                 |                    | |          |
| Bayraktar TB2                              | Turchia       | aeromobile a pilotaggio remoto                | TB2                             | 0                  | 8 Bayraktar TB2, tre stazioni di controllo a terra ed armamenti acquistati a novembre 2021. |          |
| CASC Rainbow                               | Cina          | aeromobile a pilotaggio remoto                | CH-4B                           | 12                 | 20 CH-4B consegnati a partire dal 2014, 8 dei quali persi in incidenti. |          |
| Aerei da trasporto                         |               |                                               |                                 |                    | |          |
| Lockheed C-130 Hercules                    | Stati Uniti   | aereo da trasporto                            | C-130E                          | 3                  | 3 C-130E consegnati. |          |
| Lockheed Martin C-130J Super Hercules      | Stati Uniti   | aereo da trasporto                            | C-130J-30                       | 6                  | 6 aerei consegnati tra il 2012 ed il 2013. |          |
| Beechcraft King Air 350                    | Stati Uniti   | Aereo da trasporto                            | B350ER                          | 1                  | 1 B350ER per missioni di trasporto acquistato nel 2007. |          |
| Antonov An-32 Cline                        | Ucraina       | aereo da trasporto                            | An-32V                          | 5                  | 6 An-32V consegnati. |          |
| Pilatus PC-12                              | Svizzera      | Aereo da trasporto                            | PC-12                           | 5                  | 5 PC-12 consegnati. |          |
| de Havilland Canada DHC-6 Twin Otter       | Canada        | Aereo da trasporto                            | DHC-6-300                       | 2                  | 2 DHC-6-300 consegnati. |          |
| Aerei da addestramento                     |               |                                               |                                 |                    | |          |
| KAI T-50 Golden Eagle                      | Corea del Sud | aereo da addestramento                        | T-50IQ                          | 24                 | 24 ordinati e tutti consegnati tra il dicembre 2013 ed il novembre 2019. |          |
| Cessna 208 Caravan                         | Stati Uniti   | aereo da addestramento                        | C-208S                          | 4                  | 4 C-208S consegnati nel 2008. |          |
| Beechcraft T-6 Texan II                    | Stati Uniti   | aereo da addestramento                        | T-6A                            | 15                 | 15 T-6A ricevuti a partire dal 2009, che saranno sottoposti ad un aggiornamento da parte della Textron. |          |
| Cessna 172 Skyhawk                         | Stati Uniti   | aereo da addestramento                        | C 172S                          | 12                 | 12 C 172S consegnati a partire dal 2007. |          |
| PAC Super Mushshak                         | Pakistan      | aereo da addestramento                        | MFI-395                         | 8                  | 12 MFI-395 ordinati a settembre 2021. Primi due esemplari consegnati il 17 aprile 2023, più ulteriori due esemplari consegnati il 19 aprile successivo. Ulteriori quattro esemplari consegnati il 18 gennaio 2024. |          |
| UTVA Lasta 95                              | Serbia        | aereo da addestramento                        | Lasta 95N                       | 19                 | 20 consegnati tra il 2009 ed il 2011. Uno dei quali è andato distrutto il 17 aprile 2017. |          |
| Elicotteri                                 |               |                                               |                                 |                    | |          |
| Bell 206 JetRanger III                     | Stati Uniti   | Elicottero utility                            | Bell 206B                       | 9                  | 9 Bell 206B consegnati. |          |
| Bell 412                                   | Stati Uniti   | SAR                                           | Bell 412EP                      | 0                  | 12 ordinati. |          |
| Mil Mi-17 Hip                              | Russia        | Elicottero utility                            | Mi-17V-5                        | 2                  | 2 Mi-17V-5 consegnati. |          |
| Aérospatiale SA-342 Gazelle                | Francia       | Elicottero utility                            | SA 342                          | 6                  | 6 SA 342 consegnati. |          |

## Aeromobili ritirati
- Chengdu F-7B/FT-7BI - 20 esemplari (1983-2003)[33]
- Chengdu F-7M/FT-7M Airguard - 60 esemplari (1985-2003)[33]
- Mikoyan-Gurevich MiG-29 Fulcrum
- Dassault Mirage F1EQ - 86 esemplari[34]
- Dassault Mirage F1BQ - 15 esemplari[34]
- Mikoyan-Gurevich MiG-25 MiG-25 Foxbat
- Tupolev Tu-22B Blinder
- Tupolev Tu-22U Blinder
- Sukhoi Su-20 Fitter
- Sukhoi Su-7 Fitter
- Mikoyan-Gurevich MiG-21FL Fishbed-F
- Mikoyan-Gurevich MiG-21PFM Fishbed-E
- Mikoyan-Gurevich MiG-21F-13 Fishbed-C
- Mikoyan-Gurevich MiG-23MF Flogger
- Mikoyan-Gurevich MiG-23ML Flogger
- Mikoyan-Gurevich MiG-23BN Flogger
- Xian H-6D
- Mikoyan-Gurevich MiG-17 Fresco
- Mikoyan-Gurevich MiG-19 Farmer
- Shenyang J-6
- Ilyushin Il-28 Beagle
- Ilyushin Il-14 Crate
- Hawker Hunter
- de Havilland Venom
- de Havilland Vampire
- Bristol Freighter
- Hawker Fury F.Mk.1
- Avro 652A Anson
- Breda Ba.65
- Savoia-Marchetti S.M.79 Sparviero

## Gradi
| Ufficiali | Ufficiali      | Ufficiali | Ufficiali | Ufficiali | Ufficiali | Ufficiali | Ufficiali | Ufficiali | Ufficiali    | Ufficiali |
| --------- | -------------- | --------- | --------- | --------- | --------- | --------- | --------- | --------- | ------------ | --------- |
|           |                |           |           |           |           |           |           |           |              |           |
| Mulāzīm   | Mulāzīm 'awwāl | Nāqīb     | Rāyīd     | Muqāddām  | Aqīd      | Amīd      | Līwa'ā    | Fārīq     | Farīq 'awwāl | Muhib     |
| ملازم     | ملازم أول      | نقيب      | رائد      | مقدم      | عقيد      | عميد      | لواء      | فريق      | فريق أول     | مهيب      |

| Sergenti e graduati | Sergenti e graduati | Sergenti e graduati | Comuni       | Comuni |
| ------------------- | ------------------- | ------------------- | ------------ | ------ |
|                     |                     |                     |              |        |
| Rayiys eurafa'      | Arīf                | Nāyīb arīf          | Jundī 'awwāl | Jundī  |
| رقيب أول            | رقيب                | نائب عريف           | جندي أول     | جندى   |